# Campionati mondiali di slittino 1979
I Campionati mondiali di slittino 1979, ventunesima edizione della manifestazione organizzata dalla Federazione Internazionale Slittino, si tennero il 27 e 28 gennaio 1979 a Schönau am Königssee, in Germania Ovest, sulla pista di Königssee, la stessa sulla quale si svolsero le competizioni iridate nel 1969, nel 1970 e nel 1974; furono disputate gare in tre differenti specialità: nel singolo uomini ed in quello donne e nel doppio.
Vincitrice del medagliere fu la squadra tedesca orientale, che conquistò il titolo nel singolo uomini per merito di Dettlef Günther e nella prova femminile grazie a Melitta Sollmann; nel doppio la vittoria andò ai rappresentanti della nazionale della Germania Ovest Hans Brandner e Balthasar Schwarm.

## Risultati

### Singolo uomini
La gara fu disputata su quattro manches nell'arco di due giorni e presero parte alla competizione 38 atleti in rappresentanza di 16 differenti nazioni; campione uscente era l'italiano Paul Hildgartner, che concluse la prova al terzo posto, ed il titolo fu conquistato dal tedesco orientale Dettlef Günther, già vincitore della medaglia d'oro ai Giochi di Sapporo 1972, davanti all'altro azzurro Karl Brunner, campione del mondo nel 1971 in questa specialità e argento nel doppio ad Igls 1977.
| Pos. | Atleti           | Nazione          | Tempo   | Distacco |
| ---- | ---------------- | ---------------- | ------- | -------- |
|      | Dettlef Günther  | Germania Est     | 3'16"79 |          |
|      | Karl Brunner     | Italia           | 3'17"05 | +0"26    |
|      | Paul Hildgartner | Italia           | 3'17"14 | +0"35    |
| 4    | Anton Winkler    | Germania Ovest   | 3'18"19 | +1"40    |
| 5    | Bernhard Glass   | Germania Est     | 3'18"34 | +1"55    |
| 6    | Anton Wembacher  | Germania Ovest   | 3'19"10 | +2"31    |
| 7    | Peter Gschnitzer | Italia           | N.D.    | N.D.     |
| 8    | Dajnis Bremze    | Unione Sovietica | N.D.    | N.D.     |
| 9    | Valerij Jakušin  | Unione Sovietica | N.D.    | N.D.     |
| 10   | Ernst Haspinger  | Italia           | N.D.    | N.D.     |

### Singolo donne
La gara fu disputata su quattro manches nell'arco di due giorni e presero parte alla competizione 25 atlete in rappresentanza di 13 differenti nazioni; campionessa uscente era la sovietica Vera Zozulja, che concluse la prova al settimo posto, ed il titolo fu conquistato dalla tedesca orientale Melitta Sollmann davanti alla tedesca occidentale Elisabeth Demleitner, già campionessa del mondo nel 1971 e medaglia di bronzo ai Giochi di Innsbruck 1976, ed all'italiana Marie-Luise Rainer.
| Pos. | Atleti               | Nazione          | Tempo   | Distacco |
| ---- | -------------------- | ---------------- | ------- | -------- |
|      | Melitta Sollmann     | Germania Est     | 3'11"35 |          |
|      | Elisabeth Demleitner | Germania Ovest   | 3'11"56 | +0"21    |
|      | Marie-Luise Rainer   | Italia           | 3'12"29 | +0"94    |
| 4    | Amanda Pfeifer       | Germania Ovest   | 3'13"55 | +2"20    |
| 5    | Angelika Schafferer  | Austria          | 3'13"57 | +2"22    |
| 6    | Andrea Fendt         | Germania Ovest   | 3'14"61 | +3"26    |
| 7    | Vera Zozulja         | Unione Sovietica | N.D.    | N.D.     |
| 8    | Mária Jasenčáková    | Cecoslovacchia   | N.D.    | N.D.     |
| 9    | Christine Brunner    | Austria          | N.D.    | N.D.     |
| 10   | Annefried Göllner    | Austria          | N.D.    | N.D.     |

### Doppio
La gara fu disputata su due manches nell'arco di un solo giorno e presero parte alla competizione 34 atleti in rappresentanza di 12 differenti nazioni; campioni uscenti erano i sovietici Dajnis Bremze ed Ajgars Krikis, che conclusero la prova al quinto posto, ed il titolo fu conquistato dai tedeschi occidentali Hans Brandner e Balthasar Schwarm, già medaglia d'argento ai Giochi di Innsbruck 1976 e bronzo ai mondiali di Igls 1977, davanti ai rappresentanti della Germania orientale Hans Rinn e Norbert Hahn, che vinsero la medaglia d'oro in entrambe le citate competizioni del 1976 e del 1977, ed all'altra coppia di tedeschi dell'Ovest formata da Anton Winkler ed Anton Wembacher.
| Pos. | Atleti                            | Nazione          | Tempo   | Distacco |
| ---- | --------------------------------- | ---------------- | ------- | -------- |
|      | Hans Brandner Balthasar Schwarm   | Germania Ovest   | 1'36"00 |          |
|      | Hans Rinn Norbert Hahn            | Germania Est     | 1'36"04 | +0"04    |
|      | Anton Winkler Anton Wembacher     | Germania Ovest   | 1'36"28 | +0"28    |
| 4    | Bernd Hahn Ulrich Hahn            | Germania Est     | 1'36"30 | +0"30    |
| 5    | Dajnis Bremze Ajgars Krikis       | Unione Sovietica | 1'36"85 | +0"85    |
| 6    | Peter Gschnitzer Karl Brunner     | Italia           | 1'37"05 | +1"05    |
| 7    | Jindřich Zeman Vladimír Resl      | Cecoslovacchia   | N.D.    | N.D.     |
| 8    | Georg Fluckinger Karl Schrott     | Austria          | N.D.    | N.D.     |
| 9    | Valerij Jakušin Valdis Ķuzis      | Unione Sovietica | N.D.    | N.D.     |
| 10   | Franz Wilhelmer Franz Lechleitner | Austria          | N.D.    | N.D.     |

## Medagliere
| Posizione | Nazione        | Oro | Argento | Bronzo | Totale |
| --------- | -------------- | --- | ------- | ------ | ------ |
| 1         | Germania Est   | 2   | 1       | 0      | 3      |
| 2         | Germania Ovest | 1   | 1       | 1      | 3      |
| 3         | Italia         | 0   | 1       | 2      | 3      |
| Totale    | Totale         | 3   | 3       | 3      | 9      |